# Medina de las Torres
Medina de las Torres és un municipi de la província de Badajoz, a la comunitat autònoma d'Extremadura.